# نجيل مرن الساق
نجيل مرن الساق (الاسم العلمي:Cynodon flexicaulis) هو نوع من النباتات يتبع جنس النجيل من الفصيلة النجيلية.